# SMS Prinz Eugen
SMS Prinz Eugen, austro-ugarski bojni brod klase Tegetthoff. Izgrađen je u brodogradilištu Stabilimento Tecnico Triestino u Trstu. Tijekom Prvog svjetskog rata sudjelovao je bombardiranju Ancone te neuspjelom napadu na Otrantski baraž 1918. godine tijekom kojega je izgubljen i njegov sestrinski brod Szent István. Završetkom rata, Prinz Eugen je predan Francuzima koji su ga 1922. potopili kao brod metu.